# 英語5分間トレーニング
『英語5分間トレーニング』（えいごごふんかんトレーニング）は、NHKラジオ第2放送にて2009年度から2011年度に毎日放送された語学番組である。英語講座にNHKが独自につけている当時の目安で、レベル3 - 4（中学3年 - 高校生レベル）と位置づけられていた。

## 概要
- 2008年度まで放送されていた『英会話レッツスピーク』→『徹底トレーニング英会話』（日曜を除き毎日15分間放送）をリニューアルする形で、2009年度から放送を始めた。それまでは復習の意味での再放送しかなかった日曜日の放送でもレッスンが行われ、『気象通報』『みんなのうた』『NHK高校講座』と共に1週間を通した全曜日対応コンテンツとなった。
- 前2番組と同じく、コンテンツクリエーター・岩村圭南を講師に迎え、ネーティブスピーカーとの会話を楽しみながら、英語のリスニング、ロールプレー、文法などを毎日5分間ずつ簡単、かつわかりやすく学び取っていく。

## 放送日時
いずれもラジオ第2放送
- 初回放送： 毎日 9:05 - 9:10
- 再 放 送： 毎日 16:20 - 16:25、22:20 - 22:25
- 1週間分（7回）のまとめて再放送： 毎週日曜 23:00 - 23:35
- インターネットラジオでも前週の放送分を1週間再放送している。

## 出演者
- 岩村圭南
- David Neale
- Vicki Glass